# Mateo Montenegro
Mateo Montenegro (Santiago del Estero, 29 agosto 1998) è un calciatore argentino, centrocampista del Nueva Chicago.

## Caratteristiche tecniche
È un esterno destro.

## Carriera
Cresciuto nel settore giovanile del Central Córdoba (SdE), debutta in prima squadra il 25 gennaio 2020 in occasione dell'incontro di Primera División vinto 1-0 contro il Colón (SF).

## Statistiche

### Presenze e reti nei club
Statistiche aggiornate al 1º agosto 2021.
| Stagione        | Squadra               | Campionato      | Campionato | Campionato | Coppe nazionali | Coppe nazionali | Coppe nazionali | Coppe continentali | Coppe continentali | Coppe continentali | Altre coppe | Altre coppe | Altre coppe | Totale | Totale |
| Stagione        | Squadra               | Comp            | Pres       | Reti       | Comp            | Pres            | Reti            | Comp               | Pres               | Reti               | Comp        | Pres        | Reti        | Pres   | Reti   |
| --------------- | --------------------- | --------------- | ---------- | ---------- | --------------- | --------------- | --------------- | ------------------ | ------------------ | ------------------ | ----------- | ----------- | ----------- | ------ | ------ |
| 2019-2020       | Central Córdoba (SdE) | PD              | 2          | 0          | CA              | 1               | 0               |                    | -                  | -                  |             | -           | -           | 3      | 0      |
| 2020            | Central Córdoba (SdE) |                 | -          | -          | CdL             | 2               | 0               |                    | -                  | -                  |             | -           | -           | 2      | 0      |
| 2021            | Central Córdoba (SdE) | PD              | 4          | 0          | CA+CdL          | 0+3             | 0               |                    | -                  | -                  |             | -           | -           | 7      | 0      |
| Totale carriera | Totale carriera       | Totale carriera | 6          | 0          |                 | 6               | 0               |                    | -                  | -                  |             | -           | -           | 12     | 0      |